# 무차별 대입 검색
컴퓨터 과학에서 생성 및 테스트라고도 알려진 무차별 대입 검색(brute-force search) 또는 완전 검색(exhaustive search)은 각 후보가 문제의 설명을 만족하는지 여부에 대해 가능한 모든 후보를 체계적으로 확인하는 것으로 구성된 매우 일반적인 문제 해결 기술 및 알고리즘 패러다임이다.
자연수 n의 제수를 찾는 무차별 대입 알고리즘은 1부터 n까지의 모든 정수를 열거하고 각각이 n을 나머지 없이 나누는지 확인한다. 여덟 퀸 문제에 대한 무차별 접근 방식은 64제곱 체스판에서 8개 조각의 가능한 모든 배열을 검사하고 각 배열에 대해 각(퀸) 조각이 다른 조각을 공격할 수 있는지 확인한다.
무차별 대입 검색은 구현하기 간단하고 솔루션이 존재하는 경우 항상 솔루션을 찾는 반면, 구현 비용은 후보 솔루션의 수에 비례한다. 많은 실제 문제에서 문제의 규모가 커짐에 따라 매우 빠르게 증가하는 경향이 있다. 따라서 무차별 대입 검색은 일반적으로 문제 크기가 제한되어 있거나 후보 솔루션 세트를 관리 가능한 크기로 줄이는 데 사용할 수 있는 문제별 휴리스틱이 있는 경우에 사용된다. 이 방법은 처리 속도보다 구현의 단순성이 더 중요한 경우에도 사용된다.
예를 들어, 알고리즘의 오차가 매우 심각한 결과를 초래할 수 있는 중요한 응용 프로그램이나 컴퓨터를 사용하여 수학적 정리를 증명하는 경우가 이에 해당한다. 무차별 검색은 다른 알고리즘이나 메타 휴리스틱을 벤치마킹할 때 기본 방법으로도 유용하다. 실제로 무차별 대입 검색은 가장 간단한 메타휴리스틱으로 볼 수 있다. 무차별 대입 검색은 퇴각검색과는 구별된다. 여기서는 명시적으로 열거되지 않고 대규모 솔루션 세트를 삭제할 수 있다(위의 여덟 퀸 문제에 대한 교과서 컴퓨터 솔루션에서와 같이). 테이블에서 항목을 찾는 무차별 대입 방법, 즉 후자의 모든 항목을 순차적으로 확인하는 방법을 선형 검색이라고 한다.

## 같이 보기
- 무차별 대입 공격
- 점근 표기법
- 반복문